# IC 3629
IC 3629 — галактика типу Sbc (компактна витягнута спіральна галактика) у сузір'ї Волосся Вероніки.
Цей об'єкт міститься в оригінальній редакції індексного каталогу.